# Poecilothrissa centralis
Poecilothrissa centralis är en fiskart som beskrevs av Poll, 1974. Poecilothrissa centralis ingår i släktet Poecilothrissa och familjen sillfiskar. IUCN kategoriserar arten globalt som livskraftig. Inga underarter finns listade i Catalogue of Life.